# 2017年浦項地震
2017年浦項地震（韓語：2017년 포항 지진），是2017年11月15日14時29分31秒（韓國標準時）发生在在大韓民國慶尚北道浦項市的地震。地震规模为Mw 5.5（USGS）、M 5.5（KMA）、Mj5.6（JMA），震源深度約9公里，震中烈度为VII度。本次地震原本被认为是朝鮮半島1978年起有記錄以來規模第二大的自然地震，僅次於2016年慶州地震。但经一年左右的调查后，大韩地质学会于2019年3月20日发布结论，称该次地震是由于为进行地热发电而向地层注入高压水，导致地层内土壤大量流失而引发的地震。

## 机构反应
在震後，大韓民國氣象廳召開記者會表示此次地震使得韓國不再是地震安全帶，未來應重新針對斷層進行偵測與監控，同時也要了解核電廠是否符合抗震安全規格。慶州地震發生後至一年，朝鮮半島發生了93次地震，到目前為止這樣的小地震仍持續增加當中，特別是在人口密度大的韓國這樣的國家，要預測損失量並不容易。而在大韓民國氣象廳事後的報告當中，截至2017年11月17日18時57分，共發生52起规模大于2.0级的餘震。邻国机构日本气象厅发布报告，本次地震规模为Mj 5.5级，震源深度约10千米，震中位于朝鲜半岛南部。长崎县对马测得最大震度2。

## 震害情况
截至2017年11月19日，此次地震造成82人受伤。同时多栋建筑物倒塌、倾斜或出现裂缝，暴露出了韩国建筑物抗震性差的问题。地震导致多栋建筑物墙体倾斜或龟裂，光是浦项市北区就有39栋建筑物被列为危楼。即便是新建造的公寓楼也未能幸免，不少新公寓外墙出现裂缝，水泥掉落等情况。
地震发生后，韩国教育部于当天决定将原定于16日进行的大学修学能力考试推迟至23日进行，这是韩国首次因自然灾害推迟大学修学能力考试的日期。2017年11月20日，大韩民国政府正式确认浦项市因本次地震出现土壤液化现象。受本次地震影响，地下形成了形成的强大水压，导致地下的沙子突破黄土层，形成直径1厘米左右的水脉向地上喷出。出现液化现象的地区均在震源半径3公里之内，肉眼可见出现液化现象的地区可达200多处。

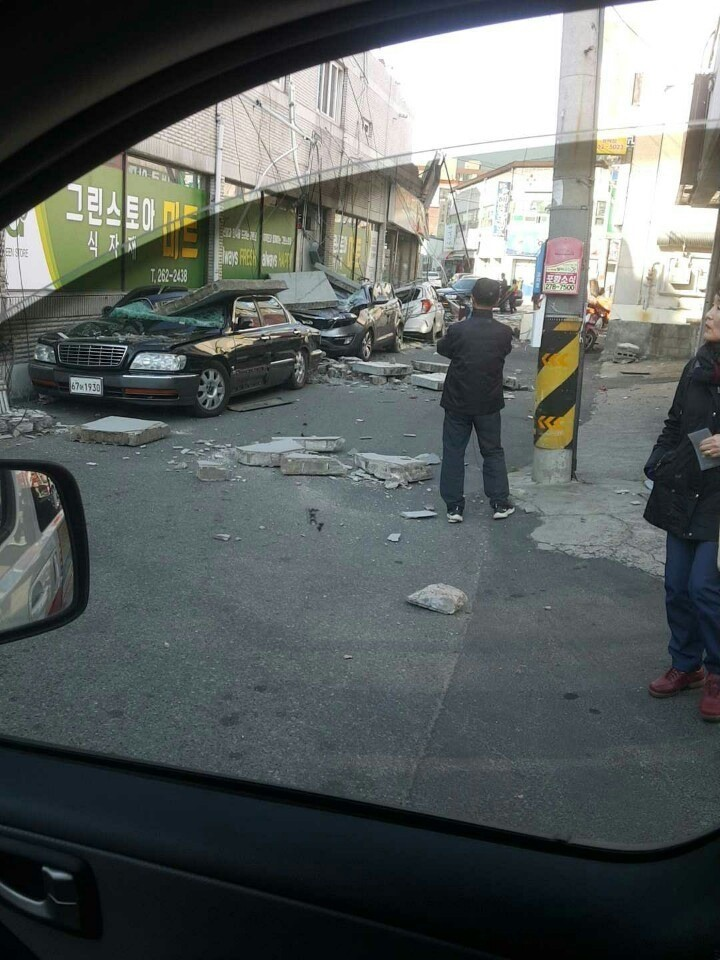
震后的浦项市街头
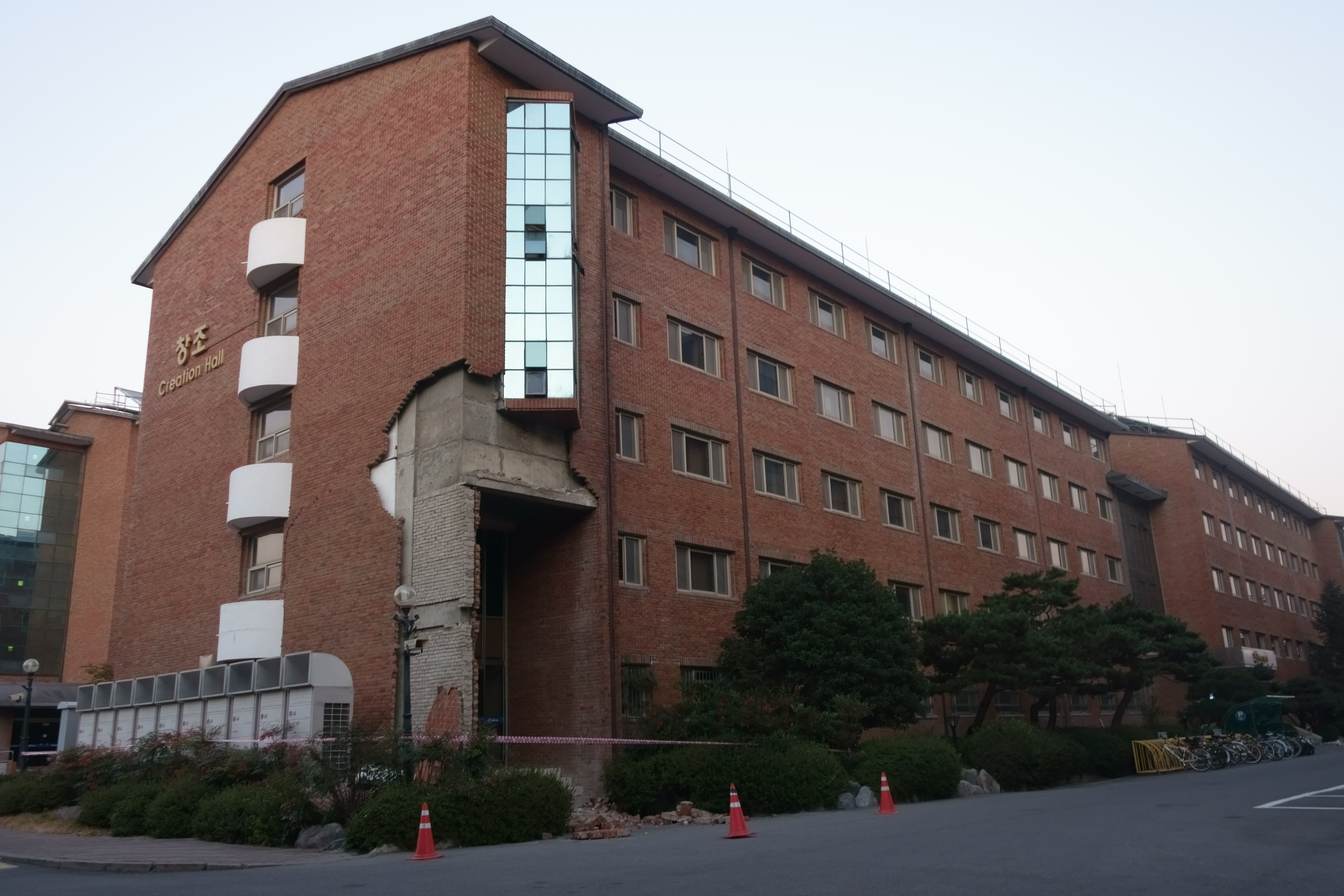
外墙破损的韓東大學建筑
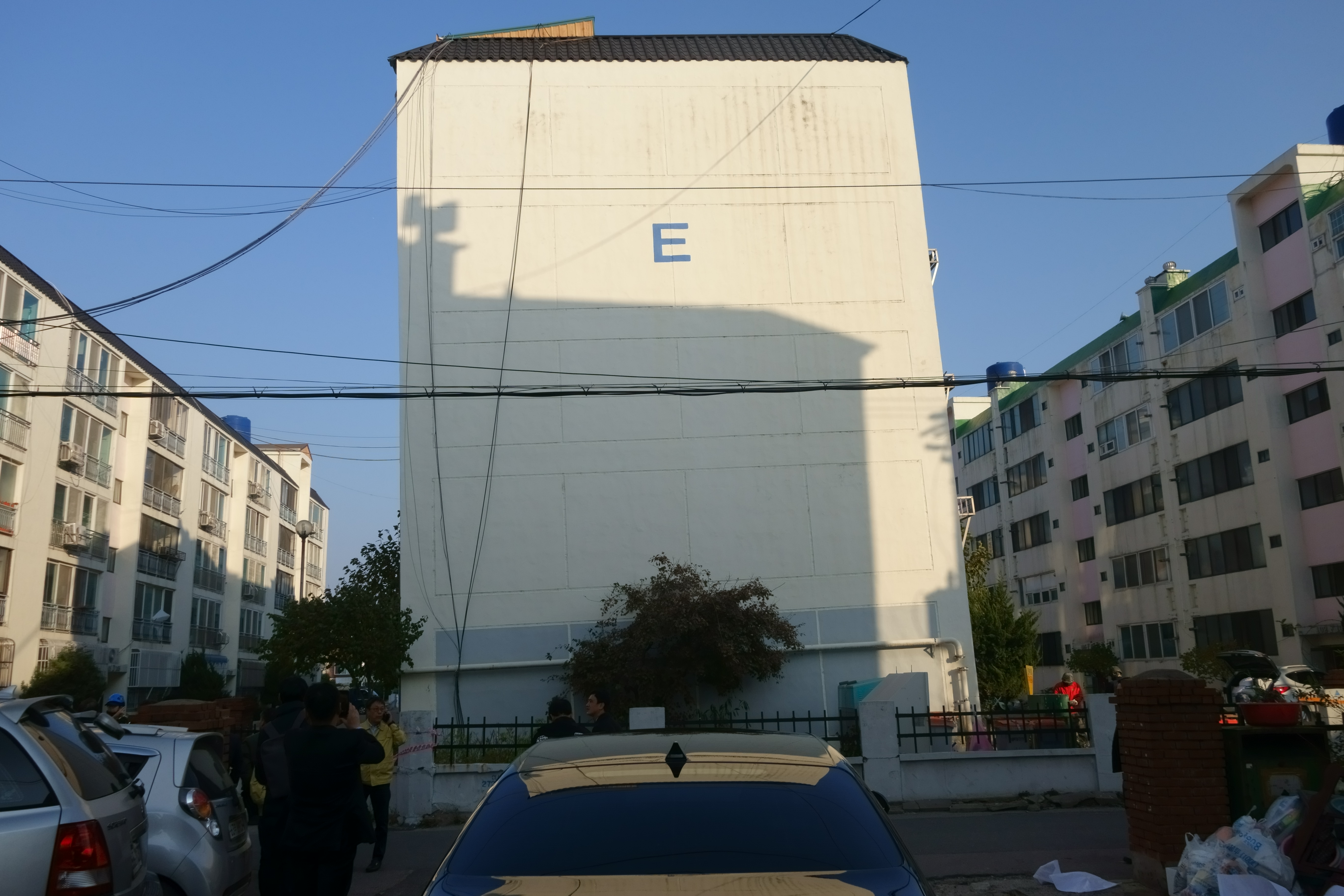
倾斜的大成公寓

## 各界反应
2017年11月20日，大韩民国政府在国务总理李洛渊的主持下召开第二次浦项地震有关部门长官会议。会议决定，建议总统文在寅将浦项灾区指定为特别灾区。2017年11月24日，韩国总统文在寅前往浦项市兴海体育场，听取浦项地震灾区居民透露的苦衷。在访问期间，承诺制定抗震设防对策。同时文在寅还指出，即使浦项市被指定为特别灾区，但灾民可领取的住宅补助金并不多，韩国政府还将分配善款，并努力提供无息或低息贷款。当天，文在寅还走访了被指定为特别灾难地区的浦项女子高级中学，和23日刚结束高考的学生们对话，并用手比爱心与学生们合影以表示慰问与鼓励。
韩国歌手PSY为浦项地震灾区捐款1亿韩元。由于本人并不希望捐款行为被声张，因此在捐款时特意使用了本名“朴载相”。GOT7组合成员JB向浦项地震灾区捐款1000万韩元。与PSY一样，在捐款时也使用了自己的本名“林在範”。刘在石为灾民捐款了5000万韩元。此外，足球运动员李同国、男团东方神起也向浦项地震灾民进行了捐款。

## 余震
2017年11月23日，在高考进行时，浦项市发生1.7级余震。但由于此次地震规模太小，以至于庆尚北道修能状况本部都没有感觉到震动，所以考试并未中断。而韩国气象厅则仅收到了“感到震动”或听到“哐”声响的民众报告。在浦项市南区的一所中学考场内，照明灯在突然熄灭后又立刻亮起。考生未受影响，正常应试。电力部门认为是线路设备发生了故障，导致电压突然降低。

## 争议
|  |

2018年4月27日，韩国、瑞士和英国的研究小组在《科学》发表论文，称本次地震可能由地热发电诱发。韩国政府正对此进行调查。